# Världsmästerskapet i futsal 2004
Världsmästerskapet i futsal 2004 (officiellt FIFA Futsal World Championship Chinese Taipei 2004) spelades i Taiwan mellan 21 november och 5 december, 2004. Det var den femte upplagan av världsmästerskapet i futsal som Fifa anordnade. 16 landslag deltog i slutspelet som bestod av 40 matcher. De deltagande lagen, förutom värdnationen, i mästerskapet spelade ett kvalspel för respektive federation. 
Mästerskapets slutsegrare blev Spanien som i finalen spelade mot Italien. Brasilien vann bronsmatchen mot Argentina.

## Kvalificerade länder
| Federation                                      | Turnering                                                                                           | Kvalificerade lag                                 |
| ----------------------------------------------- | --------------------------------------------------------------------------------------------------- | ------------------------------------------------- |
| AFC Asien                                       | Asiatiska mästerskapet i futsal 2004 Spelades i Macao; 16–25 april 2004                             | Iran · Japan · Taiwan (värdnation) · Thailand     |
| CAF Afrika                                      | Afrikanska mästerskapet i futsal 2004 Ingen värdnation, spelades mellan 9 juli och 3 september 2004 | Egypten                                           |
| CONCACAF Nord– och Centralamerika samt Karibien | CONCACAF-mästerskapet i futsal 2004 Spelades i Costa Rica; 19–23 april 2004                         | Kuba · USA                                        |
| CONMEBOL Sydamerika                             | Copa América i futsal 2003 Spelades i Paraguay; 26 augusti–1 september 2003                         | Argentina · Brasilien · Paraguay                  |
| OFC Oceanien                                    | Oceaniska mästerskapet i futsal 2004 Spelades i Australien; 25–29 juli 2004                         | Australien                                        |
| UEFA Europa                                     | Kvalspelet till världsmästerskapet i futsal 2004 (UEFA) Spelades på 10 platser i Europa.            | Italien · Portugal · Spanien · Tjeckien · Ukraina |

## Spelartrupper
Varje lag fick ta med sig 14 utespelare samt en förbundskapten. Spelarna skulle vara anmälda till Fifa innan turneringens start.

## Spelorter
| Taiwan    | Taiwan        | Taiwan           |
| --------- | ------------- | ---------------- |
| Spelort   | Taipei        | Linkou           |
| Arena     | NTU Gymnasium | Linkou Gymnasium |
| Kapacitet | 4 200         | 15 000           |

## Gruppspel

### Omgång 1

#### Grupp A
| Nr | Lag     | S | V | O | F | GM | IM | MS  | P |
| -- | ------- | - | - | - | - | -- | -- | --- | - |
| 1  | Spanien | 3 | 3 | 0 | 0 | 19 | 0  | +19 | 9 |
| 2  | Ukraina | 3 | 2 | 0 | 1 | 12 | 8  | +4  | 6 |
| 3  | Egypten | 3 | 1 | 0 | 2 | 16 | 12 | +4  | 3 |
| 4  | Taiwan  | 3 | 0 | 0 | 3 | 2  | 29 | −27 | 0 |

| Hemma \ Borta | Egypten | Spanien | Taiwan | Ukraina |
| Egypten       | —       | 0–7     | —      | 4–5     |
| Spanien       | —       | —       | —      | 2–0     |
| Taiwan        | 0–12    | 0–10    | —      | —       |
| Ukraina       | —       | —       | 7–2    | —       |

#### Grupp B
| Nr | Lag        | S | V | O | F | GM | IM | MS  | P |
| -- | ---------- | - | - | - | - | -- | -- | --- | - |
| 1  | Brasilien  | 3 | 3 | 0 | 0 | 23 | 2  | +21 | 9 |
| 2  | Tjeckien   | 3 | 2 | 0 | 1 | 8  | 5  | +3  | 6 |
| 3  | Thailand   | 3 | 1 | 0 | 2 | 5  | 15 | −10 | 3 |
| 4  | Australien | 3 | 0 | 0 | 3 | 2  | 18 | −16 | 0 |

| Hemma \ Borta | Australien | Brasilien | Thailand | Tjeckien |
| Australien    | —          | 0–10      | —        | 0–5      |
| Brasilien     | —          | —         | 9–1      | 4–1      |
| Thailand      | 3–2        | —         | —        | —        |
| Tjeckien      | —          | —         | 2–1      | —        |

#### Grupp C
| Nr | Lag      | S | V | O | F | GM | IM | MS  | P |
| -- | -------- | - | - | - | - | -- | -- | --- | - |
| 1  | Italien  | 3 | 3 | 0 | 0 | 15 | 5  | +10 | 9 |
| 2  | USA      | 3 | 1 | 1 | 1 | 7  | 8  | −1  | 4 |
| 3  | Paraguay | 3 | 1 | 0 | 2 | 8  | 11 | −3  | 3 |
| 4  | Japan    | 3 | 0 | 1 | 2 | 5  | 11 | −6  | 1 |

| Hemma \ Borta | Italien | Japan | Paraguay | USA |
| Italien       | —       | 5–0   | —        | 6–3 |
| Japan         | —       | —     | 4–5      | —   |
| Paraguay      | 2–4     | —     | —        | —   |
| USA           | —       | 1–1   | 3–1      | —   |

#### Grupp D
| Nr | Lag       | S | V | O | F | GM | IM | MS  | P |
| -- | --------- | - | - | - | - | -- | -- | --- | - |
| 1  | Argentina | 3 | 3 | 0 | 0 | 10 | 1  | +9  | 9 |
| 2  | Portugal  | 3 | 2 | 0 | 1 | 9  | 1  | +8  | 6 |
| 3  | Iran      | 3 | 1 | 0 | 2 | 9  | 13 | −4  | 3 |
| 4  | Kuba      | 3 | 0 | 0 | 3 | 3  | 16 | −13 | 0 |

| Hemma \ Borta | Argentina | Iran | Kuba | Portugal |
| Argentina     | —         | 6–1  | —    | —        |
| Iran          | —         | —    | 8–3  | 0–4      |
| Kuba          | 0–3       | —    | —    | —        |
| Portugal      | 0–1       | —    | 5–0  | —        |

### Omgång 2

#### Grupp E
| Nr | Lag      | S | V | O | F | GM | IM | MS | P |
| -- | -------- | - | - | - | - | -- | -- | -- | - |
| 1  | Italien  | 3 | 2 | 1 | 0 | 6  | 2  | +4 | 7 |
| 2  | Spanien  | 3 | 2 | 0 | 1 | 7  | 4  | +3 | 6 |
| 3  | Portugal | 3 | 1 | 1 | 1 | 9  | 7  | +2 | 4 |
| 4  | Tjeckien | 3 | 0 | 0 | 3 | 4  | 13 | −9 | 0 |

| Hemma \ Borta | Italien | Portugal | Spanien | Tjeckien |
| Italien       | —       | 0–0      | —       | —        |
| Portugal      | —       | —        | —       | —        |
| Spanien       | 2–3     | 3–1      | —       | 2–0      |
| Tjeckien      | 0–3     | 4–8      | —       | —        |

#### Grupp F
| Nr | Lag       | S | V | O | F | GM | IM | MS  | P |
| -- | --------- | - | - | - | - | -- | -- | --- | - |
| 1  | Brasilien | 3 | 3 | 0 | 0 | 16 | 6  | +10 | 9 |
| 2  | Argentina | 3 | 1 | 1 | 1 | 3  | 3  | 0   | 4 |
| 3  | Ukraina   | 3 | 1 | 1 | 1 | 3  | 7  | −4  | 4 |
| 4  | USA       | 3 | 0 | 0 | 3 | 7  | 12 | −5  | 0 |

| Hemma \ Borta | Argentina | Brasilien | Ukraina | USA |
| Argentina     | —         | —         | —       | 2–1 |
| Brasilien     | 2–1       | —         | 6–0     | 8–5 |
| Ukraina       | 0–0       | —         | —       | 3–1 |
| USA           | —         | —         | —       | —   |

## Utslagsspel
|  | Semifinaler | Semifinaler |   |           | Final      | Final |  |
|  |             |             |   |           |            |       |  |
|  |             |             |   |           |            |       |  |
|  | Brasilien   | 2 (4)       |   |           |            |       |  |
|  | Spanien     | 2 (5)       |   |           |            |       |  |
|  |             |             |   |           |            |       |  |
|  |             |             |   |           |            |       |  |
|  |             |             |   |           | Spanien    | 2     |  |
|  |             | Italien     | 1 |           |            |       |  |
|  |             |             |   |           |            |       |  |
|  |             |             |   |           |            |       |  |
|  |             |             |   |           | Bronsmatch |       |  |
|  |             |             |   |           |            |       |  |
|  | Italien     | 7           |   | Brasilien | 7          |       |  |
|  | Argentina   | 4           |   |           | Argentina  | 4     |  |

### Semifinaler
|       | 3 december 2004 | Brasilien                               | 2 – 2 (e f)                | Spanien                                         | NTU Gymnasium, Taipei                 |                                       |
| 18:00 | 18:00           | Pablo 26′ Simi 35′                      | (0 – 0) Rapport            | Andreu 23′ Marcelo 35′                          | Publik: 3 400 Domare: Nestor Valiente | Publik: 3 400 Domare: Nestor Valiente |
| 18:00 | 18:00           |                                         |                            |                                                 | Publik: 3 400 Domare: Nestor Valiente | Publik: 3 400 Domare: Nestor Valiente |
| 18:00 | 18:00           | Falcão Neto Indio Euler Simi Schumacher | Straffsparksläggning 4 – 5 | Limones Kike Javi Rodriguez Torras Julio Andreu | Publik: 3 400 Domare: Nestor Valiente | Publik: 3 400 Domare: Nestor Valiente |

|       | 3 december 2004 | Italien | 7 – 4           | Argentina                                                               | NTU Gymnasium, Taipei                       |                                             |
| 20:30 | 20:30           | Vinicius Bacaro 2′, 12′, 35′ (str.) Fabiano 9′ Andre Vicentini 32′ Adriano Foglia 34′ Diego Giustozzi 38′ (sjm.) | (3 – 0) Rapport | Carlos Sanchez 28′ Marcelo Gimenez 34′, 40′ Fernando Wilhelm 35′ (str.) | Publik: 3 500 Domare: Mohamed Ibrahim Farag | Publik: 3 500 Domare: Mohamed Ibrahim Farag |
| 20:30 | 20:30           | |                 |                                                                         | Publik: 3 500 Domare: Mohamed Ibrahim Farag | Publik: 3 500 Domare: Mohamed Ibrahim Farag |
| 20:30 | 20:30           | |                 |                                                                         | Publik: 3 500 Domare: Mohamed Ibrahim Farag | Publik: 3 500 Domare: Mohamed Ibrahim Farag |

### Bronsmatch
|       | 5 december 2004 | Brasilien                                                               | 7 – 4           | Argentina                                            | NTU Gymnasium, Taipei             |                                   |
| 14:00 | 14:00           | Falcão 1′, 6′, 12′ Schumacher 17′, 36′ Euler 18′ Indio 19′ Franklin 20′ | (6 – 1) Rapport | Carlos Sanchez 9′, 23′ Diego Giustozzi 29′, 30′, 34′ | Publik: 3 500 Domare: Pedro Galan | Publik: 3 500 Domare: Pedro Galan |
| 14:00 | 14:00           |                                                                         |                 |                                                      | Publik: 3 500 Domare: Pedro Galan | Publik: 3 500 Domare: Pedro Galan |
| 14:00 | 14:00           |                                                                         |                 |                                                      | Publik: 3 500 Domare: Pedro Galan | Publik: 3 500 Domare: Pedro Galan |

### Final
|       | 5 december 2004 | Spanien              | 2 – 1           | Italien            | NTU Gymnasium, Taipei                           |                                                 |
| 16:00 | 16:00           | Kike 24′ Marcelo 30′ | (0 – 0) Rapport | Sandro Zanetti 40′ | Publik: 3 500 Domare: Juan Carlos Sciancalepore | Publik: 3 500 Domare: Juan Carlos Sciancalepore |
| 16:00 | 16:00           |                      |                 |                    | Publik: 3 500 Domare: Juan Carlos Sciancalepore | Publik: 3 500 Domare: Juan Carlos Sciancalepore |
| 16:00 | 16:00           |                      |                 |                    | Publik: 3 500 Domare: Juan Carlos Sciancalepore | Publik: 3 500 Domare: Juan Carlos Sciancalepore |

## Utmärkelser
| Världsmästare i futsal 2004           | Världsmästare i futsal 2004                    | Världsmästare i futsal 2004 | Världsmästare i futsal 2004 |
| ------------------------------------- | ---------------------------------------------- | --------------------------- | --------------------------- |
| · Spanien                             |                                                |                             |                             |
| Adidas Golden Ball                    | Adidas Golden Shoe                             | FIFA Fair Play award        |                             |
| Falcão Javi Rodriguez Vinicius Bacaro | Falcão (13 mål) Indio (10 mål) Marcelo (9 mål) | Brasilien                   |                             |